# 람사르 습지 보전 상

로고

람사르 습지 보전 상(Ramsar Wetland Conservation Awards)은 람사르 협약 제7차 당사국 총회에서 처음 시작된 이후로 3년에 한 번씩 수여하고 있는 상이다. '세계 각지의 습지와 수자원 보전 및 현명한 이용에 지대한 기여를 한 민간인, 단체 혹은 정부기관 등 공로자'를 대상으로, 관리·과학·교육의 3개 부분에 수상한다. 당사국 총회 기간 중 시상식이 열린다. 제10회 당사국총회에서는 특별상이 추가되어 4개 부분을 수상하였다.